# Kehtna (obec)
Obec Kehtna (estonsky Kehtna vald) je samosprávná obec v estonském kraji Raplamaa. V roce 2017 byla do Kehtny začleněno území rušené samosprávné obce Järvakandi.

## Obyvatelstvo
V obci žije přes pět tisíc obyvatel. Přibližně čtvrtina z nich je hlášena v městečku Kehtna, které je administrativním centrem obce a podle kterého je obec pojmenována. K obci dále patří městečka Eidapere, Lelle, Keava a Kaerepere, městys Järvakandi a celkem 43 vesnic — Ahekõnnu, Ellamaa, Haakla, Hertu, Hiie, Ingliste, Kaerepere, Kalbu, Kehtna-Nurme, Kastna, Kenni, Koogimäe, Koogiste, Kumma, Kõrbja, Käbiküla, Kärpla, Laeste, Lalli, Lau, Lellapere, Lellapere-Nurme, Linnaaluste, Lokuta, Metsaääre, Mukri, Nadalama, Nõlva, Ohekatku, Pae, Palasi, Paluküla, Põllu, Põrsaku, Reonda, Rõue, Saarepõllu, Saksa, Saunaküla, Selja, Sooaluste, Valtu-Nurme a Vastja.